# گویش پوموری

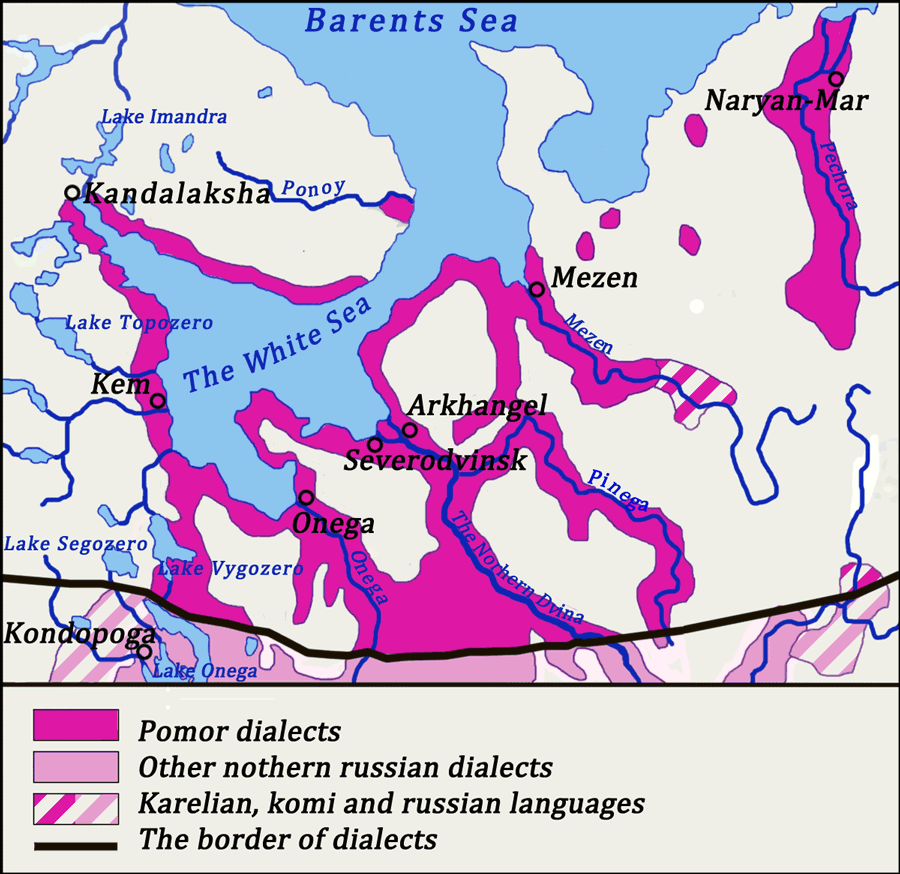
لهجه‌های پوموری

گویش پوموری گویشی از زبان روسی و مرتبط با گویش‌های شمالی روسی است که در شمال کشور روسیه مردم پومور بدان صحبت می‌کنند.. این زبان که دارای وامواژه‌های متععدی از زبان‌های اورالی نیز می‌باشد مورد تحقیق و مطالعه نیز قرار گرفته است. دارای ادبیات مکتوب می‌باشد. از شاعران و نویسندگان پوموری می‌توان به بوریس شرگین و نیکلای کولیف و نیز استپان پیساکوف اشاره نمود.